# Frullania subaliana
Frullania subaliana là một loài Rêu trong họ Jubulaceae. Loài này được R.M. Schust. mô tả khoa học đầu tiên năm 1983.